# Giovanni Tubino
Giovanni Battista Tubino (Sampierdarena, barri de Gènova, Ligúria, 22 d'agost de 1900 – Gènova, 27 de desembre de 1989) va ser un gimnasta artístic italià que va competir a començaments del segle xx.
El 1920 va prendre part en els Jocs Olímpics d'Anvers, on guanyà la medalla d'or en el concurs complet per equips del programa de gimnàstica.